# Unterried (Grünenbach)
Unterried (westallgäuerisch: Undər Riəd) ist ein Gemeindeteil der Gemeinde Grünenbach im bayerisch-schwäbischen Landkreis Lindau (Bodensee).

## Geographie
Der Weiler liegt circa vier Kilometer östlich des Hauptorts Grünenbach und zählt zur Region Westallgäu. Die Ortschaft liegt am Südhang der Riedholzer Kugel. Östlich des Orts befindet sich Sibratshofen im Landkreis Oberallgäu.

## Ortsname
Der Ortsname beschreibt die geographische Lage zu Oberried sowie mit dem Grundwort -ried eine Rodesiedlung.

## Geschichte
Unterried wurde erstmals im Jahr 1300 als Nider Rieth urkundlich erwähnt. Bis zum Bau der Schüttensteige im Jahr 1811, verlief die Verbindungsstraße zwischen Ebratshofen und Sibratshofen durch Unterried. Der Ort gehörte einst der Herrschaft Hohenegg und später der Gemeinde Ebratshofen an.